# Henri II de Holstein
Henri II de Holstein-Rendsburg (surnommé de Fer en allemand der Eiserne; né vers 1317 - † vers 1384) est comte de  Holstein-Rendsburg et engagiste du sud du Schleswig. Il règne conjointement avec son jeune frère, le  comte Nicolas († 1397).

## Biographie
Henri est le fils ainé du comte Gérard III et de Sophie de Mecklembourg-Werle-Güstrow. Henri joue un rôle important comme capitaine de mercenaires dans l'Europe représentant typique de la chevalerie du Moyen Âge tardif. Il aurait combattu en Italie, en Russie, Estonie et en France. En 1345, il assiste le roi Jean de Bohême lors d'une campagne en Prusse plus tard, il est entre en service des anglais. La tradition du Holstein évoque son rôle dans les guerres franco-anglaises et notamment lors de la bataille de Crécy en 1346. La seule certitude est qu'il est encore au service d'Édouard III d'Angleterre en 1355. Le comte Henri II et son frère  Nicholas défendent par ailleurs avec vigueur leurs droits sur le Holstein et leurs prétentions sur le duché de Schleswig qui a été inféodé à leur famille en 1326 contre le royaume de Danemark et aussi contre les Frisons. 

### Conflits avec le Danemark
Après le meurtre de son père il est contraint en 1340 d'accepter par un accord conclu à Lübeck le rétablissement de la dynastie danoise en la personne de Valdemar le fils du roi dépossédé Christophe II. En 1352, Henri II soutient la noblesse du Jutland révoltée contre le roi Valdemar IV de Danemark. Un nouvel accord signé à Lübeck en 1356 met fin aux hostilités. La guerre reprend et il défait le roi du Danemark à Randers en 1357. Il tente de s'emparer de la Fionie mais il est vaincu et son frère Adolphe est tué en 1359. Valdemar IV étant occupé en Scanie, il se ligue de nouveau avec la noblesse du Jutland, le duc de Schleswig et attaque le Danemark. Une trêve est conclue grâce à l'intermédiation de Barnim IV de Poméranie mais le conflit reprend Henri s'empare de l'ile de Fehmarn que le roi emporte d'assaut en 1359 avec Langeland et Als. La paix intervient finalement en 1360
En 1362, Henri II envoie sa sœur Elisabeth en Suède afin qu'elle épouse Haakon le fils et héritier du roi Magnus IV de Suède. Le bateau de la princesse est jeté par la tempête sur les cotes danoises et elle est retenue par le roi Valdemar IV qui s'empresse de négocier l'union le 9 avril 1363 de sa fille Marguerite de Danemark avec ce même Haakon. Elisabeth libérée se retire dans le monastère d'Elten où il devient abbesse. Les hostilités reprennent avec le Danemark. En 1367, il commande une flotte de la Ligue Hanséatique et en 1368, il s'empare de Copenhague qui est pillée. Lorsque Magnus IV de Suède est chassé de son trône de Suède, Henri II refuse le trône qui lui est offert mais préconise comme roi Albert de Mecklembourg le fils de son allié. La tradition indique encore qu'à la fin de sa vie il effectue un voyage aventureux en Italie. En 1366, il demande la permission du pape afin de se rendre en Terre-Sainte, mais on ignore si ce projet est réalisé. En 1375, après la mort du duc Henri de Schleswig sans héritier, il s'empare d'une partie de son héritage. Il est mentionné pour la dernière fois au Holstein en 1384 et il meurt à une date inconnue avant 1390.

## Sceau
Son sceau porte l'inscription: S (IGILLUM) * HINRICI * D (E) I * GRA (TIA) * COMIT (IS) * HOLTZACIE * STORM ARIA
c'est-à-dire: Sceau de Henri par le grâce de Dieu Duc de  Holstein, (et) Stormarn.

## Union et postérité
Henri II contracte deux mariages :
1) avec Matilde (†  1365), une fille de Bernard V de Lippe qui lui donne une fille:
- Matilda (vivante le 12 mars 1365) [3]

2) en 1366 avec Ingeburge de Mecklenburg († vers 1398), fille d'Albert II de Mecklembourg-Schwerin. Ils ont quatre enfants:
- Gerhard VI[4]
- Albert II
- Henri III de Holstein-Rendsbourg (†  1421), Prince-Évêque d'Osnabrück de 1402 à 1410.
- Sophie de Holstein (née en 1375 à Lübeck), épouse Bogislaw VIII duc de Poméranie à Stargard.